# Polowania na Cyganów
Polowania na Cyganów – masowe, legalne mordy osób narodowości romskiej, dokonywane w XVI-XVIII wieku na terenie Niemiec, Niderlandów oraz Skandynawii, Francji i Szwajcarii. Działania te nierzadko miały charakter rozrywkowy.
Wędrowny tryb życia, ciemna karnacja, niezrozumiałe pochodzenie i tradycje były przyczyną podejrzeń i stereotypów wobec mniejszości romskiej panujących pośród społeczeństw osiadłych ówczesnej Europy. W 1514 na terenie Szwajcarii zachęcano obywateli do „polowań na Cyganów”, celem nakłonienia ich do opuszczenia kraju. W 1580 roku do podobnych zachowań zachęcały rządy w Szwajcarii, Holandii i Niemczech. W 1661 elektor saski Jan Jerzy II Wettyn nałożył karę na Romów znalezionych na jego terytorium – również w tym rejonie wszczęto wówczas „polowania na Romów” w celu eksterminacji tej grupy. W 1721 Karol VI nakazał eksterminację Romów na terenie cesarstwa. Na mocy tego zarządzenia mordowanie Romów de iure stało się legalne i dało asumpt do polowań na członków tej narodowości, które miały charakter polowań na zwierzynę. Romowie w trakcie tego rodzaju imprez byli tropieni i zabijani, podobnie jak zwierzęta. Dochodziło też do podpaleń lasów (naturalnych kryjówek w trakcie prześladowań), celem wypłoszenia z nich Romów i ich zabicia (np. łamania kołem, ścinania, zastrzelenia, zadźgania, czy powieszenia). Karol VI wprowadził w tym zakresie uregulowania stanowiące, że każdy Rom płci męskiej ma być od razu zabijany, natomiast romskim kobietom i dzieciom należy obcinać uszy i chłostać, a także odprowadzić do najbliższej granicy. W 1726 polowania urządzano też na terenie Holandii (edykty represyjne poczęto wydawać tam w pierwszej połowie XVI wieku, jednak w połowie XVII stulecia szeroko zakrojone akcje policyjne i militarne oraz regularna kampania polowań na Romów doprowadziły do „oczyszczenia” kraju z tej grupy etnicznej). Były one częstokroć urządzane przy użyciu policji i wojska. W tym czasie w poszczególnych państwach niemieckich powstało wiele restrykcyjnych, antycygańskich aktów prawnych. Jeszcze w 1826 arystokrata von Lenchen prezentował publicznie swoje trofea łowieckie, a wśród nich m.in. głowę kobiety romskiej i jej dziecka. 11 listopada 1835 dla sportu urządzono wielkie polowanie na Jutlandii (zabito wówczas ponad 260 osób). Jeden z właścicieli ziemskich z Nadrenii wpisał do swojej księgi polowań „Cygankę i jej ssące dziecko”. W 1725, król pruski Fryderyk Wilhelm I, zezwolił wieszać Cyganów i Cyganki, jeśli mają ukończone 18 lat, także wtedy, gdy nie popełnili żadnego wykroczenia. Protokół rady miejskiej w Gengenbach (Badenia-Wirtembergia) z 1750 wskazuje, że każdego roku na Świętego Marcina urządzano polowania na zbójców i cyganów.
Polska była w XVI wieku jednym z nielicznych krajów, gdzie nie urządzano polowań na Cyganów.